# 前261年
| 千纪： | 前1千纪 |
| 世纪： | 前4世纪 \| 前3世纪 \| 前2世纪 |
| 年代： | 前290年代 \| 前280年代 \| 前270年代 \| 前260年代 \| 前250年代 \| 前240年代 \| 前230年代                                                       |
| 年份： | 前266年 \| 前265年 \| 前264年 \| 前263年 \| 前262年 \| 前261年 \| 前260年 \| 前259年 \| 前258年 \| 前257年 \| 前256年                         |
| 纪年： | 周赧王五十四年 魯頃公十九年 齊王建四年 趙孝成王五年 魏安僖王十六年 韓桓惠王十二年 秦昭襄王四十六年 楚考烈王二年 衛懷君三十二年 燕武成王十一年 |

## 大事记
- 安条克二世繼任為塞琉西王朝国王。
- 馬其頓王國在克里莫尼迪茲戰爭戰勝希臘城邦與托勒密王國聯軍，安提柯王朝確立了對希臘城邦的霸權統治。

## 逝世
- 安条克一世，塞琉西王朝国王